# Anna Kuligowska-Korzeniewska
Anna Czesława Kuligowska-Korzeniewska (ur. 19 października 1941 w Łodzi) – polska historyk teatru.

## Życiorys
Pochodzi z rodziny łódzkich włókienników i kamieniczników. Ukończyła studia na kierunku filologia polska na Wydziale Filologicznym Uniwersytetu Łódzkiego. Stopień doktora nauk humanistycznych uzyskała w 1973 na podstawie rozprawy zatytułowanej Teatr łódzki przed powstaniem stałej sceny (1844−1863). Habilitowała się w roku 1987 w oparciu o rozprawę pod tytułem Scena obiecana. Teatr polski w Łodzi w latach 1844−1918. W 1996 otrzymała tytuł profesora. 
Jej badania obejmują między innymi dzieje teatru i dramatu żydowskiego. Jest zatrudniona na Wydziale Wiedzy o Teatrze Akademii Teatralnej im. Aleksandra Zelwerowicza w Warszawie, wcześniej była związana z Uniwersytetem Łódzkim. W latach 1992–2012 prezes Polskiego Towarzystwa Historyków Teatru, członek m.in. Łódzkiego Towarzystwa Naukowego, Polskiego Towarzystwa Judaistycznego, członek zarządu Polskiego Towarzystwa Historyków Teatru.

## Życie prywatne
Była żoną Bohdana Korzeniewskiego.

## Publikacje (wybór)
- Pierwsze łódzkie recenzje teatralne 1866−1868, Łódź: Łódzkie Towarzystwo Naukowe, 1968.
- Trudne początki: teatr łódzki w latach 1844−1863,  Wrocław: Zakład Narodowy im. Ossolińskich, 1976.
- Scena obiecana: teatr polski w Łodzi 1844−1918, Łódź:  Wydawnictwo Łódzkie, 1995.
- Teatr żydowski w Polsce, (red.), 1998.
- Teatralny świat Andrzeja Wajdy (red.), 2003.
- Teatralna Jerozolima (red.), 2006.
- Faktomontaże Leona Schillera (red.), Warszawa 2015.
- Polska „Szulamis”. Studia o teatrze polskim i żydowskim (2018).
- Sienkiewicz i teatr (red.), 2019.

## Ordery i odznaczenia
- Krzyż Kawalerski Orderu Odrodzenia Polski (18 sierpnia 2011)[7]
- Srebrny Medal „Zasłużony Kulturze Gloria Artis” (24 kwietnia 2006)[8]
- Medal im. Leona Schillera (1998)[9]
- Medal Pro Publico Bono im. Sabiny Nowickiej (2007)[10]
- Honorowy Medal POLUNIMA (2011)[9]

## Nagrody
- nagroda specjalna miesięcznika „Teatr” za „ogromny wkład w budowanie historii teatru i dramatu polskiego ze szczególnym uwzględnieniem prac poświęconych żydowskiej kulturze teatralnej w Polsce” (2020)[4]